# Горнате Супериоре (Варезе)
Горнате Супериоре је насеље у Италији у округу Варезе, региону Ломбардија.
Према процени из 2011. у насељу је живело 584 становника. Насеље се налази на надморској висини од 321 м.